# Cipressa (Ligurien)
Cipressa (im Ligurischen: Ciprèssa) ist eine italienische Gemeinde mit 1203 Einwohnern (Stand 31. Dezember 2023) in der Provinz Imperia in der norditalienischen Region Ligurien. Sie umfasst neben dem Hauptort Cipressa auch noch die einige Kilometer oberhalb auf einer Bergkuppe liegende autofreie Fraktion Lingueglietta, die Mitglied der Vereinigung I borghi più belli d’Italia (Die schönsten Orte Italiens) ist.

## Geographie
Cipressa liegt an der Riviera di Ponente in einer Entfernung von circa 13 Kilometern zur Provinzhauptstadt Imperia. Die Gemeinde besteht aus dem auf einem Hügel gelegenen Kernort Cipressa und den Siedlungen Lingueglietta sowie den an der Küste liegenden Ortsteilen Piani und Aregai. Der Ortsteil Gallinaro rund um die Strada Antica Torre besteht hauptsächlich aus Ferienhäusern.
Nach der italienischen Klassifizierung bezüglich seismischer Aktivität wurde die Gemeinde der Zone 2 zugeordnet. Das bedeutet, dass sich Cipressa in einer seismisch moderat bis stark aktiven Zone befindet.

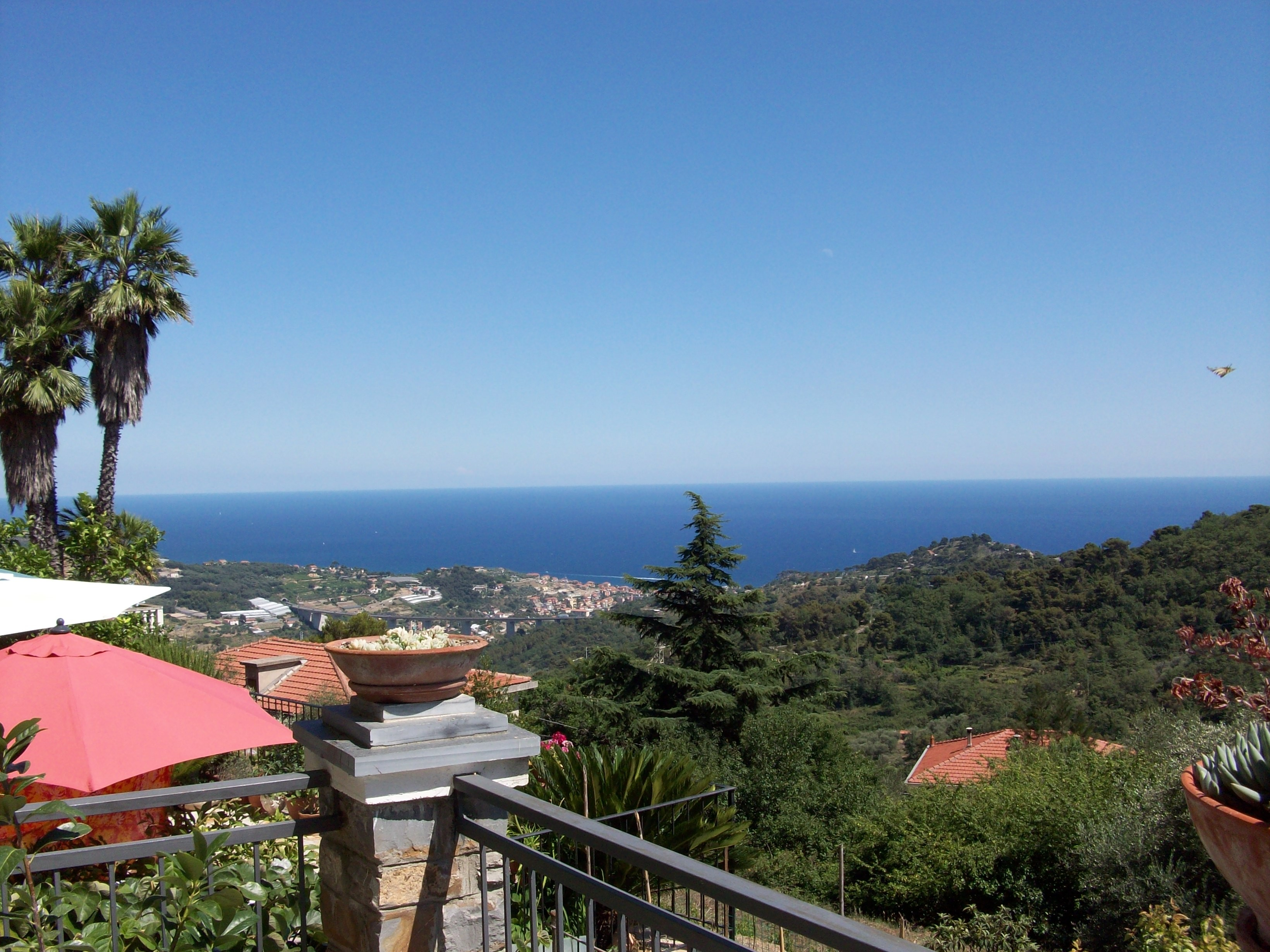
Blick von Lingueglietta auf den Küstenort San Lorenzo al Mare. Der Hauptort Cipressa befindet sich auf der rechten Bildseite hinter der Kuppe.

## Klima
Die Gemeinde wird unter Klimakategorie D klassifiziert, da die Gradtagzahl einen Wert von 1694 besitzt. Das heißt, die in Italien gesetzlich geregelte Heizperiode liegt zwischen dem 1. November und dem 15. April für jeweils zwölf Stunden pro Tag.

## Radsport
Im internationalen Radsport ist Cipressa durch das Radrennen Mailand–Sanremo weithin bekannt. Einmal jährlich, in der zweiten Märzhälfte, passieren die Rennfahrer den Ort. Die Steigung von der Via Aurelia herauf leitet die Endphase des Rennens ein.